# Дьякун, Дмитрий Иванович
Дми́трий Ива́нович Дьяку́н (род. 1939) — заслуженный лесовод Российской Федерации, инициатор и создатель крупнейших посадок кедра в Приморском крае, главный лесничий (1968—1985) и директор (1985—2007) Кировского лесхоза, почётный гражданин Кировского района Приморского края.

## Биография
Дмитрий Дьякун родился 11 мая 1939 года в селе Романкауцы Мазановского района Амурской области в семье крестьян. Окончив в 1956 году среднюю школу, поступил в Благовещенский лесотехнический техникум, который окончил с отличием. Отслужил 3 года срочной службы в армии. В 1967 году с отличием окончил лесохозяйственный факультет Приморского сельскохозяйственного института (ПСХИ) в Уссурийске.
С января 1968 года — помощник лесничего, через полгода — лесничий, а к концу года — главный лесничий Кировского лесхоза.
В 1985 году на собрании трудового коллектива Дмитрий Иванович избран директором лесхоза.
В 2007 году Дмитрий Иванович вышел на пенсию. Является председателем Совета почётных граждан и заместителем председателя Совета ветеранов Кировского района.

### Профессиональная деятельность
Постоянный лесной питомник Кировского лесхоза, заложенный в 1963 году, в 1968 году имел площадь 10,3 гектара. Дьякун заложил базисный питомник (то есть площадью более 26 гектаров). В 1978 году его площадь достигла 73 гектаров (для сравнения: в 2013 году общая продуцирующая площадь всех питомников Приморского края и Сахалинской области составила 135 гектаров). Специализировался питомник на выращивании сеянцев и саженцев кедра корейского, сосны обыкновенной. Кроме того, выращивалась ель аянская (на продажу, в качестве новогодних ёлок), лиственница. В небольших количествах — орех маньчжурский, бархат амурский, сосна могильная.
Весной 1970 года Дьякун создал первый в Приморье «кедросад» — начал массовую механизированную посадку саженцев кедра корейского. Поддержка государства пришла позже, с выходом постановления Совета Министров СССР 1978 года «Об улучшении комплексного использования и охраны кедровых лесов». К 2002 году площадь кедровников, созданных Дьякуном и его лесхозом, превысила 30 тысяч гектаров. К 2005 году лесхоз ежегодно высаживал около 250 гектаров кедра.
Кроме собственно лесоводства, лесхоз занимался озеленением. Озеленить райцентр, посёлок Кировский, распорядился В. М. Малаев, первый секретарь Кировского райкома КПСС с 1967 по 1985 годы. Теперь посёлок — самый озеленённый в крае. Крупнейший в Приморье бальнеологический Шмаковский курорт в посёлке Горные Ключи в 1970-х годах озеленён лесхозом — территория санаториев (особенно впечатляет озеленение санатория имени 50-летия Октября), сам посёлок и его окрестности. Ранее единственными во всей округе хвойными деревьями были сосны, посаженные монахами на территории Свято-Троицкого Николаевского монастыря. Высаженные тогда кедры, сосны и ели сформировали нынешний ландшафт курорта. Также созданы хвойные лесозащитные полосы вокруг источников минеральных вод и вдоль трассы «Уссури». Кроме того, крупномерные саженцы поставлялись для озеленения Владивостока.

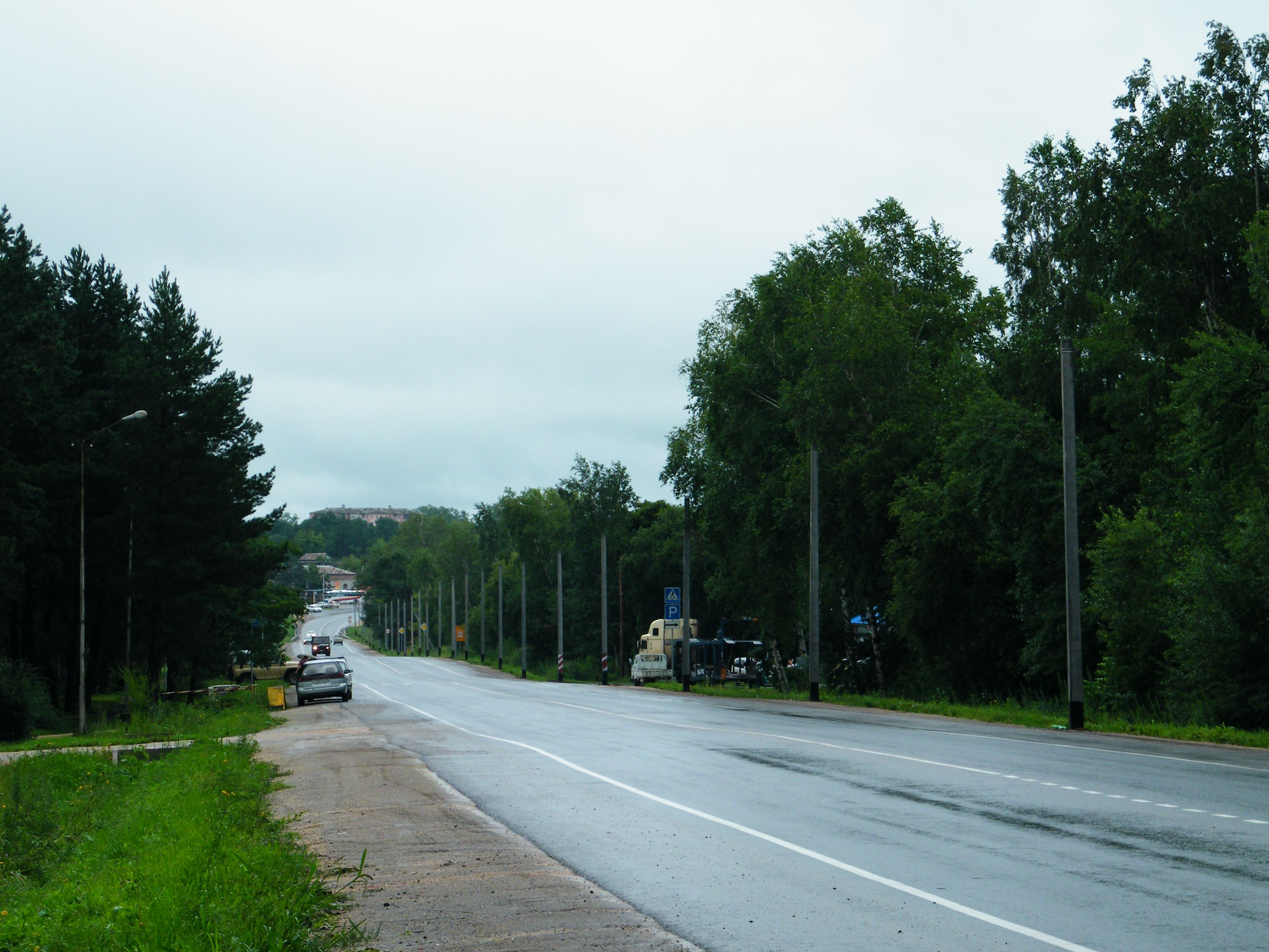
Дорога через посёлок Горные Ключи
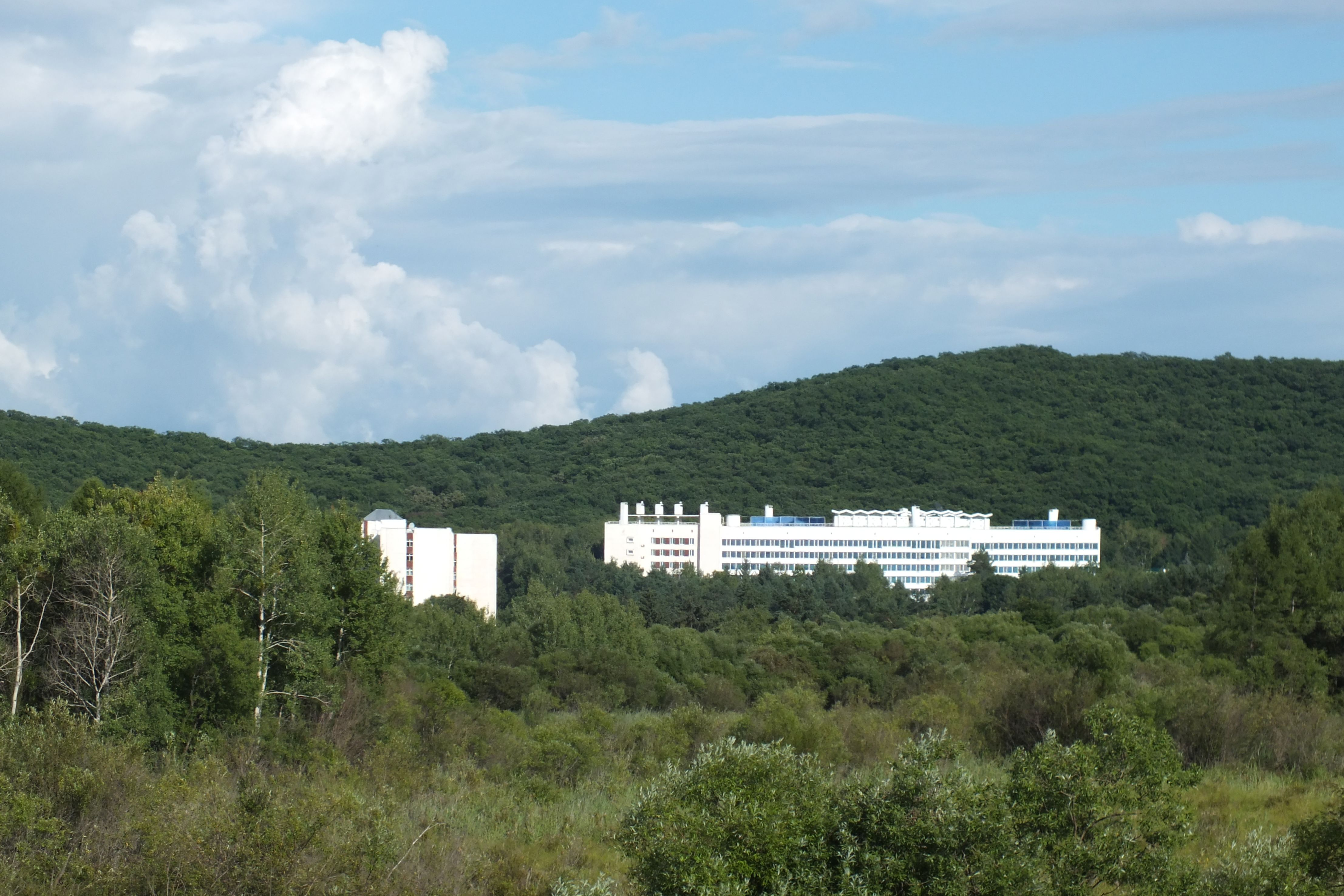
Шмаковские санатории, вид с трассы «Уссури»
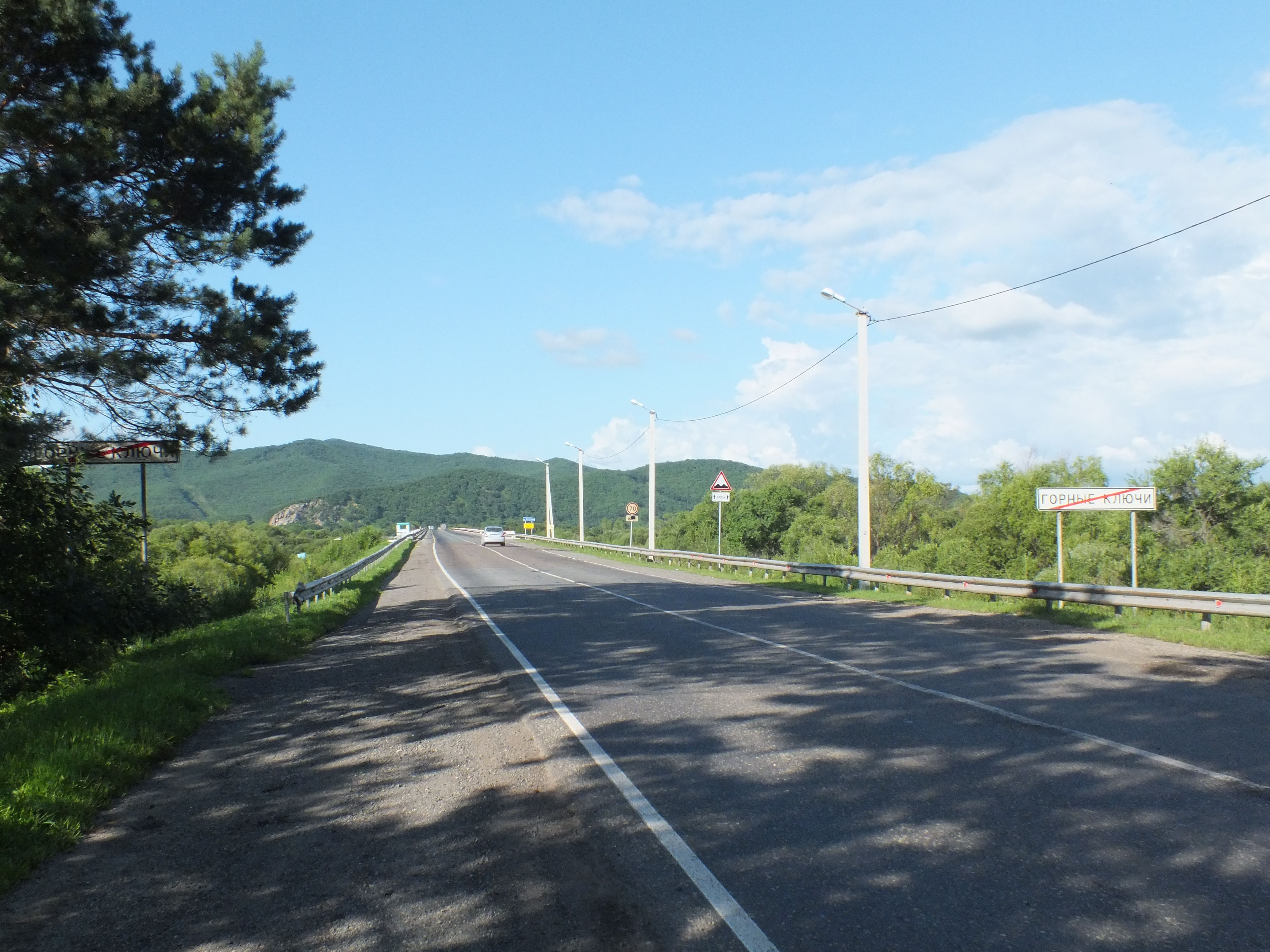
Мост через Уссури у посёлка Горные Ключи

В 1985 году постановлением правительства РСФСР в Кировском районе была остановлена рубка корейского кедра, в чём была немалая заслуга Дмитрия Дьякуна. Во всём Приморском крае это было сделано только в 1990 году.

### Покушения
В 1990-х годах лесоохрана стала опасной профессией. Появилась новая обязанность — охрана леса от порубок. Работники лесхоза задерживали незаконных заготовителей леса (на месте вырубки или при вывозе леса по поддельным документам), по указанию директора заготовленный ими лес изымался, и преступники лишались немалых доходов. Дьякун передавал дела в органы милиции, где они все и «рассыпались». Теряя хоть и не свободу, но прибыль, лесные воры от угроз перешли к делу.
- 31 июля 1999 года в 4 часа утра у дверей квартиры Дьякуна было установлено самодельное взрывное устройство (СВУ) из 200-граммовой тротиловой шашки, электродетонатора и часов, но оно не сработало[10].
- В ночь с 23 на 24 ноября 1999 года у дверей квартиры Дмитрия Дьякуна сработало аналогичное СВУ. Взрывом были выбиты двери и оконные стёкла в восьми квартирах[10], повреждена мебель в квартире Дьякунов. Чудом не пострадали супруги Дьякун и их дочь Лариса с 11-месячным сыном. Следствие пришло к выводу, что это было «предупреждение», после которого могут последовать «конкретные меры». У дома директора были выставлены милицейские патрули[11].
- 4 января 2000 года в окно квартиры Дьякуна была брошена и взорвалась граната РГД-5[10]. Семья Дьякунов была дома, но, к счастью, в другой комнате.

Был и своеобразный положительный эффект от этих событий — пока по ним шло следствие, не было ни одной угрозы сотрудникам лесхоза, а незаконные рубки леса сократились в 2 раза.

### Ликвидация лесхоза
В 2006 году, по словам главы администрации района, деловой лес в районе продавался, в основном, «криминальным путём».
С введением в действие с января 2007 года нового Лесного кодекса России были упразднены органы лесного хозяйства и государственной лесной охраны. В январе 2008 года Кировский лесхоз также был ликвидирован. Лесной фонд Кировского района, почти 200 тысяч гектаров, взяли в долгосрочную аренду ЗАО «Лесэкспорт» (около 60 % площади) и ООО «Кировсклес» (около 40 %).

## Награды и звания
- Медаль «За трудовое отличие» (1986)[4]
- Почётное звание «Заслуженный лесовод Российской Федерации» (4 мая 1995) — «за заслуги в области лесного хозяйства и многолетний добросовестный труд»[13]
- Почётное звание «Почётный гражданин Кировского района» (8 февраля 2008)[14]